# Памятники истории и культуры местного значения Шахтинска
Памятники истории и культуры местного значения города Шахтинска — отдельные постройки, здания и сооружения, некрополи, произведения монументального искусства, памятники археологии, включённые в Государственный список памятников истории и культуры местного значения Карагандинской области. Списки памятников истории и культуры местного значения утверждаются исполнительным органом региона по представлению уполномоченного органа по охране и использованию историко-культурного наследия.
В Государственном списке памятников истории и культуры местного значения города в редакции постановления акимата Карагандинской области на 5 ноября 2015 года числились 4 наименования, все 4 — памятники градостроительства и архитектуры.

## Список памятников

### Градостроительства и архитектуры
| Номер в списке | Название                                                                                 | Изображение | Годы постройки, авторы | Местоположение                      |
| -------------- | ---------------------------------------------------------------------------------------- | ----------- | ---------------------- | ----------------------------------- |
| 1318           | Управление Карлага НКВД                                                                  |             | 1933—1935 годы         | посёлок Долинка, улица Школьная, 39 |
| 1319           | Больница для вольнонаёмных (ныне семейно-врачебная амбулатория «Арман»)                  |             | 1941 год               | посёлок Долинка, улица Школьная, 15 |
| 1320           | Сельскохозяйственный выставочный комплекс Карлага «Дом техники» (ныне здание ТОО «КРЭК») |             | 1943 год               | посёлок Долинка, улица Транспортная |
| 1321           | Госпиталь (ныне здание администрации посёлка Долинка)                                    |             | 1927 год               | посёлок Долинка, улица Садовая, 58  |